# Anatomy (Roger Eno)
Anatomy is een muziekalbum van de Britse componist en pianist Roger Eno. Het is een album dat allerlei overgebleven opnamen en uitgewerkte probeersels bevat, daarnaast zijn bijvoorbeeld (5) en (18) complete composities. Een muzikaal verschil is eigenlijk niet te horen, al is hier en daar de geluidskwaliteit wat minder goed.

## Musici
- Roger Eno – alle instrumenten

## Composities
1. the darkness silvers away
2. again with you
3. lights in the corner
4. almost drifting
5. reflection
6. stasis
7. where is the world
8. haunting
9. interior
10. shrine
11. night river
12. an illusion
13. out of focus
14. together
15. quietly
16. what’s inside
17. a silver web
18. pattern
19. candle street